# Uganda ai Giochi della XVIII Olimpiade
L'Uganda partecipò ai Giochi della XVIII Olimpiade, svoltisi a Tokyo dal 10 al 24 ottobre 1964, con una delegazione di tredici atleti impegnati in due discipline: atletica leggera e pugilato.
Fu la terza partecipazione dell'Uganda ai Giochi. Non furono conquistate medaglie.